# Иван Божинов
Иван Кузманов Божинов е български просветен деец, книжар, печатар и издател от Македония.

## Биография
Иван Божинов е роден в 1860 година в град Дебър, тогава в Османската империя. След Руско-турската война се преселва в Свободното Княжество и се установява във Видин. Участва в Сръбско-българската война в 1885 година и е награден с орден „За храброст“. Заедно с книжаря хаджи Михаил Костенцев става пътен книжар и разпространява български книги, предимно издавани от Христо Г. Данов. Открива печатница и книжарница в Лом, която отваря клонове в Оряхово и Видин. Издава като първа книга „Злочеста Лиза“ на Николай Карамзин в 1884 година.
Около 1886 година се мести в София и на улица „Солунска“ № 30 открива печатница и книжарница „Светлеум“. В 1896 година отваря и клон на „Алабин“. Работи заедно със синовете си Никола (1901 – 1979) и Спас Божинови, които наследяват дейността му.
В печатницата му са печатани вестниците „Глас македонски“ (1893 – 1898), „Вардар“ (1898), „Автономия“ (1898 – 1902), „Борба за свободата на Македония и Одринско“ (1899), „Дело“ (1901 – 1902) и много други.
От 1892 до 1894 година е отговорен редактор на списанието на Младата македонска книжовна дружина „Лоза“, което се стреми към налагане на повече западнобългарски елементи в българския книжовен език. Редактор-отговорник е на списанието за наука, литература и домакинство „Свят“ (1893 – 1905). От 1905 до 1907 година редактира и издава вестник „Дебър“, орган на българската емиграция от Дебърско.
Участва в дейността на Македонската организация. От 15 до 21 юни 1897 година е делегат на Четвъртия македонски конгрес от Бургаското, а от 1 до 5 май 1899 година на Шестия македонски конгрес от Белоградчишкото македонско дружество.
В 1897 година пише и публикува брошурата „Арменското клане в Цариград е пятно за 19 век“, посветена на Арменските кланета. Съставител е на „Българско календарче“ (1885 – 1902), „Календарче България“ (1894 – 1926), „Календарче Вардар“ (1894 – 1926), „Голям вечен календар за 400 г.“ (1912), на песпопойки и на сборници с народни приказки.
След погрома на България в Междусъюзническата война в 1913 година и загубата на родната му Македония, пише и издава брошурата „Стремежите на руската дипломация“, 1914.
След освобождението на родния му град през 1915 година от българската армия по време на Първата световна война Божинов става председател на тричленната комисия на Дебър в 1916 - 1918 година. Другите двама члена на комисията са Наум Бояджиев и Христо Тодоров.
През юли 1925 година е избран за председател в настоятелството на Дебърското благотворително братство.
Племенникът му Кръстьо П. Божинов е участник в македоно-одринското революционно движение.

## Издания
- „Злочеста Лиза“, Николай Карамзин, 1884
- „Страх“, Ги дьо Мопасан, 1894
- „Дамата с камелиите“, Александър Дюма-син, трето издание, 1910
- „Приключенията на Телемаха“, Франсоа Фенелон, 1913
- „Съчинения на П. К. Яворов“, том 1, 1926
- „Избрани съдебни речи“, 1926 – 1931[1]